# 乾坤日月刀
乾坤日月刀，又稱日月乾坤刀，是比較少見的一種中國奇門兵器。

## 介紹
乾坤日月刀一般長度約2米，兩端各有長度相同的月牙形刀，刀背上部各有三個小鐵環，刀柄為堅硬木料所製，握手處在刀柄中段，並有兩個突出的月牙形利刃，利刃後為握手處。
操練時兩手均在月牙形利刃下握住刀柄，握法有左陰右陽或左陽右陰，跟雙陰法三種，此兵器前後可用，變化多端。主要用法有:前後扎刀、正反扎刀、斬劈刀、上挑刀、橫掃刀、舞花刀、上下截刀、裏外絞刀、撩掛刀、雲撥刀、格攔刀、推架刀等。